# Aphthona dhunche
Aphthona dhunche là một loài bọ cánh cứng trong họ Chrysomelidae. Loài này được Konstantinov & Sprecher-Uebersax miêu tả khoa học năm 2005.